# Křelina
Křelina je malá vesnice, část obce Bukvice v okrese Jičín. Nachází se asi 1,5 km na severozápad od Bukvice. V roce 2009 zde bylo evidováno 22 adres. V roce 2001 zde trvale žilo 28 obyvatel..
Křelina leží v katastrálním území Bukvice o výměře 5,03 km2.

## Pamětihodnosti
- křížek z roku 1880, stojí na návsi
- socha sv. Jana Nepomuckého z roku 1806, stojí v dubovém lese nedaleko vsi
- pomník padlých z let 1914–1918, stojí na návsi
- zvonička z roku 2005. Nová zvonička byla postavena jako připomínka té staré, která bývala součástí hasičské zbrojnice.
- Pamětní deska Františka Čížka na domě čp. 17 ve Křelině, odhalená 20. 7. 1924, připomínala, že v něm žil významný představitel Sokola František Čížek (15. 10. 1850 – 24. 12. 1889), právník a jeden z nejbližších spolupracovníků Miroslava Tyrše. Narodil se ve Křelině čp. 4. Protože dům čp. 17 byl zbourán, věnovala obec Bukvice pamětní desku Jičínské župě sokolské, kterou F. Čížek založil, a ta ji umístila na sokolovnu v Jičíně.